# 第五次イーペル会戦
第5次イーペル会戦（だいごじいーぺるかいせん、英: Fifth Battle of Ypres）は、第一次世界大戦中、1918年9月下旬から10月にかけてフランス北部とベルギー南部（フランドル地方）で行われた一連の戦闘である。フランドル峰の戦い、フランドル侵攻作戦とも呼ばれる。

## 背景
1918年の春季攻勢が頓挫し、ドイツ軍の士気は急激に低下。その上西部戦線のアメリカ軍兵力は増加の一途を辿り、協商国軍とドイツ軍の兵力差は増していた。この数的優位を利用し、フランス元帥フェルディナン・フォッシュは百日攻勢として知られる、ドイツ軍の全戦線への攻勢戦略を立案した。この計画においてイーペル周辺のベルギー、イギリス、フランス軍はリエージュに向け攻勢し、北側から挟み撃ちを形成することとなっていた。イギリス第2軍はドイツ軍の小規模な撤退を追撃し、8月18日にウットゥステンヌで戦闘を行ったが、それ以降戦闘は小康状態となった。この地域に展開する協商国軍は、9月下旬までに十分な休息を取っていた。

## 戦闘

### 戦闘の経過
ベルギー軍のフランダース軍集団は3時間の砲撃を経て、9月28日午前5時30分に攻撃を開始した。フランダース軍集団は当時、ベルギー軍12個師団、イギリス第2軍の10個師団、フランス第6軍の6個師団により構成されていた。イギリス軍はイーペルとパッシェンデールを結ぶ7.2kmの戦線を、ベルギー軍がそこから北のディクスミュードまでの攻撃を担当した。協商国軍はすぐにドイツ軍防衛線を突破し、9km前進。1918年初頭の撤退で放棄されたパッシェンデール西部が奪還された。
雨が降り始める中、夕方までにイギリス軍はコルテヴィルデ、ザントフォールデ、クライゼッケ、ベセラエレを、ベルギー軍はゾンネベーケ、ポールカッペル、シャープ・バイリー、ハウトルストの森を占領した。
戦線の南側面ではイギリス軍3個師団による小規模な攻勢が行われ、サン・イヴ、メシーヌ、そしてヴィッシェテからホレベーケまでの尾根に進軍した。ドイツ軍の前線はディクスムイデからハウトハルト、ベツェラーレ、ザントフォールデ、ホレベーケまで続いていた。
メシネス、テルハンド、ダディゼールは9月29日に陥落し、翌日には占領地は泥沼と化したものの、イーペル周辺の高地はすべて連合軍に占領された。10月1日までにレイエ川左岸はコミネスまで占領され、ベルギー軍はムーズレーデからシュターデン、ディクスムイデに至る戦線の東側に展開していた。進軍は10月2日まで続けられたが、ドイツ軍の増援が到着し、更に補給も追いつかなくなっていたために攻撃は中止された。悪路のため、15,000食分の戦闘糧食がベルギーとイギリスの80機の航空機からパラシュートで投下された
。
この戦闘で協商国軍は最大29km、戦線全体の平均で9.7km前進した。

## 余波

### 損害
イギリス軍は4685人、ベルギー軍は2000人の死者と約10000人の傷病者を出し、ドイツ軍は約10000人の捕虜を出し、300丁の銃、900丁の機関銃を鹵獲された。

### その後の作戦
攻勢はコートライの戦いで継続された。

## 戦闘序列

### 協商国軍
フランダース軍集団 （司令官: アルベール1世　参謀長: ジャン・マリー・デグー）
- イギリス第2軍（ハーバート・プルーマー（英語版）大将）
  - 第17軍団（英語版）（ビューヴォア・ド・ライル（英語版）中将）
    - 第31歩兵師団（英語版）

  - 第10軍団（英語版） （レジナルド・ステファンズ（英語版）中将）
    - 第30歩兵師団（英語版）
    - 第34歩兵師団（英語版）

  - 第19軍団（英語版） （ハーバート・ワッツ（英語版）中将）
    - 第14軽師団（英語版）
    - 第35歩兵師団（英語版）
    - 第41歩兵師団（英語版） - 予備役

  - 第2軍団（英語版） （クラウド・ジェイコブ（英語版）中将）
    - 第9スコットランド師団（英語版）
    - 第29歩兵師団（英語版）
    - 第36アルスター師団（英語版）
- ベルギー軍（アルベール1世）
  - 南部集団（アロイス・ビービュイック中将）
    - 第12師団
    - 第8師団
    - 第11師団
    - 第6師団

  - 中央集団（ジュール・ジャク・ド・ディズミュド（英語版）中将）
    - 第9師団
    - 第3師団
    - 第128師団 (フランス軍)（フランス語版）

  - 北部集団（ルイス・ベルンハイム（英語版）中将）
    - 第7師団
    - 第1師団
    - 第10師団

  - 残りのベルギー軍部隊は、クレルケンから海岸線までのイーザー戦線（英語版）を防衛した。
    - 第4師団
    - 第2師団
    - 第5師団
    - ベルギー騎兵師団
- フランス第6軍 - 予備部隊
  - 第7軍団
    - 第41師団
    - 第164師団
    - 第128師団

  - 第34軍団
    - 第5師団
    - 第70師団
    - 第77師団

  - 第2騎兵軍団
    - 第2騎兵師団
    - 第4騎兵師団
    - 第6騎兵師団

### ドイツ軍
- ドイツ第4軍
  - 海兵軍団（英語版）
  - 衛兵軍団（英語版）
  - 第10予備軍団（英語版）